# Ichneumon forcicatus
Ichneumon forcicatus là một loài tò vò trong họ Ichneumonidae.